# アサヒおいしい水
アサヒおいしい水（アサヒおいしいみず）は、アサヒ飲料が発売するミネラルウォーターを中心とした商品のブランド名である。

## 概要
元々、アサヒ飲料では2010年にハウス食品からミネラルウォーターの「六甲のおいしい水」の販売権（この際、ハウス食品から六甲山の自然水採取工場を取得）を譲り受けて「アサヒ六甲のおいしい水」として販売していたが、2012年6月に「アサヒおいしい水 六甲」としてリニューアルすると同時に、新たに「アサヒおいしい水 富士山」を追加し、エリアごとに発売されることとなった。
「アサヒおいしい水」へのブランド名変更は製造拠点の複数化による供給能力の向上と安定化を図り、ミネラル水の需要拡大に対応して、もっとも安心・安全なミネラル水を、「自然のおいしさをそのまま」家庭に提供するということを目指している。このため、ブランドロゴは「六甲のおいしい水」で用いていたものをそのまま使用する。
サイズラインナップは「六甲のおいしい水」と同じ2Lに加え、小型ボトルが設定されたが、通常の小型ボトルよりも20%多い600mlに設定されている。
その後、2013年3月に600mlが2Lとデザインの統一性を高めたパッケージデザインにリニューアル。2014年4月には600ml・2L共にパッケージデザインをリニューアルし、600mlに関してはボトルを軽量化したことで持ちやすさに配慮しつつ、つぶしやすい新ボトルになった。2015年3月に600ml・2L共にパッケージリニューアル。「アサヒおいしい水 六甲」には六甲山系を、「アサヒおいしい水 富士山」には富士山をそれぞれあしらったことで、パッケージデザインで製品を区別できるようになった。
2016年4月にブランド刷新が行われ、「アサヒおいしい水 六甲」・「アサヒおいしい水 富士山」共に、600mlの手売り用は背丈を高くしてラベルの面積を広くした「ネオビッグボトル」を採用。また、「アサヒおいしい水」の立ち上げ後も独立ブランドとして発売されていた「富士山のバナジウム天然水」を「アサヒおいしい水」のシリーズ製品として組み込み、さらに、ブランド立ち上げ後初の新製品として、7種類の素材（びわの葉、ナツメ、黒豆、ハトムギ、カワラケツメイ、とうもろこし、シイタケ）を加え、マンゴーエキスで仕上げたフレーバーウォーター「アサヒおいしい水 プラス」を発売した。
同年7月には、「アサヒおいしい水 プラス」の第2弾として、天然水に「カルピス」の乳酸菌をブレンドし、透明な液色を実現するための独自製法「クリアウォーター製法」で透明に仕上げた「アサヒおいしい水 プラス カルピスの乳酸菌」を発売した（なお、本製品の発売に伴い、「アサヒおいしい水 プラス」は終売）。
2017年4月には、「アサヒおいしい水 プラス カルピスの乳酸菌」をリニューアル（リニューアルに伴い、キャップの色を青に変更）。翌月には、「アサヒおいしい水 富士山のバナジウム天然水」をリニューアル。既に「アサヒおいしい水 六甲」と「アサヒおいしい水 富士山」に採用されている「非加熱×ろ過無菌製法」が新たに採用され、ラベルデザインをブルー基調に刷新。530mlペットボトルは70ml増量して600mlとなり、アサヒ飲料の他の製品にも採用されている「エコスタイルキャップ」などが採用され、容器そのものが軽量化された。同年8月には、ブランド初のフレーバースパークリングウォーターとなる「アサヒおいしい水 プラス カルピスの乳酸菌 スパークリング」が発売された。
2018年5月には、8日にカフェラテテイストのフレーバーウォーター「アサヒクリアラテ from おいしい水」が発売（「アサヒおいしい水」のシリーズ品ではあるものの、「おいしい水」のロゴが右下に小さく描かれている）。2週間後の22日には、ペットボトルに貼り付けられていたロールラベルを無くし、原材料名などの一括表示は段ボールに、リサイクル識別表示マークなどはボトル上部に貼付のタックシールにそれぞれ記載することで対応したラベルレス・ケース販売専用品「アサヒ おいしい水 天然水 ラベルレスボトル」を通信販売限定で設定し、Amazon.co.jpでのテスト販売が開始された。なお、大型サイズは1.9L入りとなっており、減容分は環境保全団体へ寄付される。また、本品の発売に合わせ、既存の「アサヒ おいしい水 六甲」、「アサヒ おいしい水 富士山」、「アサヒ おいしい水」、「アサヒ おいしい水 富士山のバナジウム天然水（350mlペットボトルを除く）」は「アサヒ おいしい水 天然水 ラベルレスボトル」と同じ容器形状に変更されるとともに、「アサヒ おいしい水 富士山のバナジウム天然水」を除く商品はラベルデザインも変更され、「アサヒ おいしい水 天然水 六甲」、「アサヒ おいしい水 天然水 富士山」、「アサヒ おいしい水 天然水」へ商品名も変更された。 同年8月には、フレーバーウォーター「アサヒクリアラテ」の第2弾として、抹茶ラテテイストの「アサヒ クリアラテ抹茶 from おいしい水」を発売した。
2019年2月より、「アサヒ おいしい水 天然水 六甲」は製造方法を非加熱方式から加熱方式に変更された。「アサヒ おいしい水 天然水 富士山」に関しても、切り替えを今後予定している。同年5月には「アサヒ おいしい水 天然水 ラベルレスボトル」は販路をASKUL、LOHACO、Rakten、宅配コープなどのAmazon.co.jp以外の通販・宅配にも拡げ、1.9Lは店頭販売品と同じ2Lに増量されリニューアル。同年6月には「アサヒ おいしい水プラス カルピスの乳酸菌」と「アサヒ おいしい水プラス カルピスの乳酸菌スパークリング」をリニューアル。原材料の配合見直しにより味わいが改良された。
2020年3月には、「アサヒ おいしい水 天然水 富士山」をベースに、ボトルを厚みのある容器にすることで製造から6年間の長期保存を可能にした防災備蓄用商品「アサヒ おいしい水 天然水 長期保存水」を発売、その翌月には「アサヒ おいしい水 天然水 ラベルレスボトル」をリニューアル。ボトルに直接リサイクルマークを刻印することでタックシールを省いて完全ラベルレスとなったほか、外装段ボールは手穴形状を「やさしい持ち手」に変え、天板には日本マザーズ協会推奨認定マークも記載された。
2021年4月には、通常のロールラベルに替えて必要な表示内容を記載した小面積のタックシールを片面に貼り付け、ボトルには上部に江戸切子の一種である魚子紋（ななこもん）、下部に扇状の刻印を入れた「アサヒ おいしい水 天然水 シンプルecoラベル」を東日本の一部エリア限定でテスト販売を開始（後に西日本エリアにも拡大して全国発売）。本品の発売により、ラベルレス製品を1本から店頭購入が可能となった。
2022年8月には、新シリーズとして全国の食の生産者を応援する「#47Yell（タグヨンナナエール）」を立ち上げ、第一弾として熊本県南阿蘇産のレモングラスを使用し、隠し味に沖縄海塩をひとつまみ入れた「アサヒ おいしい水 天然水 #47Yell まごころ込めた国産レモングラス」を発売。同年11月には店頭購入が可能な小型ペットボトル入り白湯「アサヒ おいしい水 天然水 白湯」を期間限定品として発売した。

## 商品展開
- 「アサヒ おいしい水 天然水 富士山」
  - 容量 600mlペットボトル/2Lペットボトル
- 「アサヒ おいしい水 天然水 六甲」（旧・六甲のおいしい水）
  - 容量 600mlペットボトル/2Lペットボトル
- 「アサヒ おいしい水 富士山のバナジウム天然水」（旧・富士山のバナジウム天然水）
  - 容量 350mlペットボトル/600mlペットボトル/2Lペットボトル
- 「アサヒ おいしい水 天然水」（自動販売機用）
  - 容量 600mlペットボトル
- 「アサヒ おいしい水 天然水 長期保存水」（防災備蓄用）
  - 容量 500mlペットボトル
- 「アサヒ おいしい水 天然水 ラベルレスボトル」（通販・宅配限定販売）
  - 容量 600mlペットボトル×24本/2Lペットボトル×6本/2Lペットボトル×9本
- 「アサヒ おいしい水 天然水 富士山 シンプルecoラベル」
  - 容量 585mlペットボトル
- 「アサヒ おいしい水 天然水 六甲 シンプルecoラベル」
  - 容量 585mlペットボトル
- 「アサヒ おいしい水 天然水 白湯」
  - 容量 340ml加温ペットボトル

### 販売地域
旧ブランドは日本全国で販売していたが、新ブランドでは原則として北陸地方・東海地方（三重県含む）と近畿地方（三重県除く）を境界として、東日本地域では「富士山」、西日本地域では「六甲」をそれぞれ販売する（北海道・東北地方では、自動販売機での販売はしていない。また、境界地域付近の一部や、それ以外でも「富士山」・「六甲」の双方を独自に仕入れている業者のスーパーマーケット・自動販売機ではどちらも取り扱う例が存在する）。
なお、通信販売ではこの限りではなく、アサヒ飲料が運営する公式通販サイト「アサヒ飲料ショップ」では「おいしい水 富士山」がケース単位ながら全国で購入可能で、0.5Lにつき1円（2L×6本の場合で24円）が「富士山基金」に寄付される。
「天然水 富士山」・「天然水 六甲」以外の商品は全国販売となる。